# РПГ-41
РПГ-41 — ручна радянська протитанкова граната зразка 1941 року ударної дії розроблена під час Другої Світової Війни. 
Створена на базі протитанкової гранати РПГ-40 конструктором М. І. Пузирьовим з ГСКБ-30, із збільшеним з 760 г до 1400 г зарядом вибухової речовини (при цьому загальна вага гранати збільшилася до 2 кг) та з підвищеним з 20 мм до 25 мм бронепробиттям.
Граната пройшла полігонні випробування у квітні 1941-го.
Незважаючи на те, що РПГ-41 була прийнята на озброєння, широкого застосування не одержала у зв'язку з меншою, через збільшення маси, дальністю кидка (до 10-15 м у РПГ-41 і до 20 м у РПГ-40).
Бронепробиття гранати ненабагато перевершувало гранату РПГ-40, а захист німецької бронетехніки різко зріс. З цих причин вона була у виробництві протягом короткого часу з 1941 по 1942 рік. У військах вже в 1942 році знову повернулася РПГ-40.

## Характеристики
- Маса гранати: 2 кг
- Маса заряду: 1400 — 1500 м
- Довжина корпусу гранати: 95 мм
- Діаметр корпусу гранати: 130 мм
- Бронепробиття: 20 — 25 мм
- Дальність метання: 10 — 15 м
- Тип ВР: сплав "Л"